# 視聴者参加型番組
『視聴者参加型番組』（しちょうしゃさんかがたばんぐみ）とは、視聴者から番組出演希望を募り、番組に参加できる放送番組である。ファクシミリや電子メール、ウェブサイトやデータ放送などを利用し、生放送で視聴者の意見を募集する情報番組やニュース番組なども視聴者が番組に間接的に参加できるという意味で視聴者参加型番組と考えることができる。
テレビ局側には、番組の製作費を比較的安上がりにできるメリットがあり、日本では不況下の1965年（昭和40年）に約50本を数えるほど粗製乱造された時期があった。

## 世界各国の視聴者参加型番組
- サタデー・ナイト・ライブ - 1975年 - 、アメリカ・NBC、バラエティ番組（コメディ番組）
- ザ・ゴングショー - 1970年代、アメリカ・NBC、バラエティ番組
- フー・ウォンツ・トゥ・ビー・ア・ミリオネア - 1998年 - 、イギリス・ITVはじめ各国版、クイズ番組
- アメリカン・アイドル - 2002年 - 、アメリカ・FOX放送はじめ各国版（番組フォーマット発祥はイギリス）、オーディション番組
- サバイバー - 2000年 - 、アメリカ・CBSはじめ各国版、バラエティ
- KBS全国のど自慢 - 1980年 - 、韓国・KBS第1テレビ、歌番組

など

## 代表的な日本の視聴者参加型番組
キー局および準キー局のみ記述。

### 現在（日本）
2025年2月現在。
NHK製作
- NHKのど自慢 - 1946年 - 、歌番組（NHK総合・NHKラジオ第1）
- おかあさんといっしょ（3歳～4歳の幼児限定）- 1959年 - 、帯番組・教育・音楽番組（NHK Eテレ）
- 鶴瓶の家族に乾杯 - 1995年 - 、紀行・バラエティ番組（NHK総合）
- いないいないばあっ!（1歳3ヶ月～1歳8ヶ月の幼児限定）- 1996年 - 、帯番組・教育・音楽番組（NHK Eテレ）
- ファミリーヒストリー - 2008年 - 、ドキュメンタリー番組（NHK総合）
- ブラタモリ - 2008年 - 、紀行・バラエティ番組（NHK総合）
- みいつけた! - 2009年 - 、帯番組・教育番組（NHK Eテレ）
- みんなDEどーもくん! - 2011年 - 、教育・音楽番組（NHK Eテレ）
- ドキュメント72時間 - 2013年 - 、ドキュメンタリー番組（NHK総合・NHK BS1）
- おとうさんといっしょ（4歳～5歳の幼児限定）- 2013年 - 、教育・音楽番組（NHK Eテレ）
- のぞき見ドキュメント 100カメ - 2018年 - 、ドキュメンタリー番組（NHK総合・NHK BS1)
- 天才てれびくんhello, - 2020年 - 、帯番組・教育・バラエティ番組（NHK Eテレ）
- オハ! よ〜いどん - 2022年 - 、帯番組・教育番組（NHK Eテレ）

日本テレビ制作
- 24時間テレビ 「愛は地球を救う」 - 1978年 - 、特別番組
- 欽ちゃん&香取慎吾の全日本仮装大賞 - 1979年 - 、特別番組
- 全国高等学校クイズ選手権（高校生限定）- 1983年 - 、クイズ番組・特別番組
- ザ!鉄腕!DASH!! - 1995年 - 、バラエティ番組
- 1億人の大質問!?笑ってコラえて! - 1996年 - 、バラエティ番組
- 満天☆青空レストラン - 2009年 - 、グルメ・紀行・バラエティ番組

読売テレビ製作
- ディスカバリー・エンターテインメント 秘密のケンミンSHOW 極 - 2020年 - 、バラエティ番組

中京テレビ製作
- ヒューマングルメンタリー オモウマい店 - 2021年 - 、グルメ・バラエティ番組

テレビ朝日制作
- 人生の楽園 - 2000年 - 、ドキュメンタリー番組
- ナニコレ珍百景 - 2008年 - 、バラエティ番組
- 相葉マナブ - 2013年 - 、バラエティ番組
- あいつ今何してる? - 2015年 - 、ドキュメンタリー番組・バラエティ番組・特別番組
- 帰れマンデー見っけ隊!! - 2016年 - 、バラエティ番組
- サンドウィッチマン&芦田愛菜の博士ちゃん（小学生～中学生限定）- 2019年 - 、バラエティ番組
- モーニングショー（羽鳥慎一担当時代） - 、ワイドショー

朝日放送テレビ・ABCテレビ制作
- 新婚さんいらっしゃい! - 1971年 - 、トーク番組・バラエティ番組
- パネルクイズ アタック25→パネルクイズ アタック25 Next（『Next』から朝日放送テレビ・BSJapanextとの共同制作） - 1975年 -、 クイズ番組
- 探偵!ナイトスクープ - 1988年 - 、バラエティ番組
- 大改造!!劇的ビフォーアフター - 2002年 - 、ドキュメンタリー番組・バラエティ番組・リアリティ番組・特別番組
- ポツンと一軒家 - 2017年 - 、ドキュメンタリー番組・バラエティ番組

TBS製作
- さんま・玉緒のお年玉あんたの夢をかなえたろかスペシャル - 1995年 - 、バラエティ番組・特別番組
- SASUKE - 1997年 - 、スポーツ番組・特別番組
- マツコの知らない世界 - 2011年 - 、トーク番組・バラエティ番組
- バナナマンのせっかくグルメ!! - 2014年 - 、バラエティ番組
- 爆笑!明石家さんまのご長寿グランプリ - 2016年 - 、バラエティ番組・特別番組
- 坂上&指原のつぶれない店 - 2018年 - 、バラエティ番組

毎日放送製作
- 情熱大陸 - 1998年 - 、ドキュメンタリー番組

CBCテレビ製作
- ドーナツトーク - 2022年 - 、ドキュメンタリー番組・トーク番組・バラエティ番組

テレビ東京制作
- 開運!なんでも鑑定団 - 1994年 - 、バラエティ番組
- 元祖!大食い王決定戦 - 2005年 - 、特別番組

フジテレビ製作
- 明石家サンタの史上最大のクリスマスプレゼントショー - 1990年 - 、バラエティ番組・特別番組
- ミライ☆モンスター→ライオンのミライ☆モンスター - 2014年 - 、情報番組・バラエティ番組
- ウワサのお客さま - 2019年 - 、バラエティ番組
- 乃木坂46とダンスバトルズ - 2022年 - 、バラエティ番組・ミニ番組

など
2000年代以降、特に夕方の報道ワイド番組で視聴者の意見を取材に反映させる番組（毎日放送 MBSテレビ『VOICE』「憤懣本舗シリーズ」、RSK山陽放送 RSKテレビ『RSKイブニングニュース』「どうにかならぬか!!」、NHK総合『NEWS WEB 24』（夜番組）など）が増えつつある。

### 過去（日本）
NHK製作
- 私の秘密 - クイズ番組
- 連続クイズ ホールドオン! - クイズ番組

日本テレビ制作
- スター誕生!
- お笑いスター誕生!!
- アメリカ横断ウルトラクイズ - クイズ番組
- 嗚呼!バラ色の珍生!! - バラエティ番組
- 歌スタ!!
- スター☆ドラフト会議
- 幸せ!ボンビーガール - 情報・バラエティ番組

中京テレビ製作
- お笑いマンガ道場 - バラエティ番組（初期のみ）

テレビ朝日制作
- クイズタイムショック - クイズ番組
- ウッチャンナンチャンの炎のチャレンジャーこれができたら100万円!! - バラエティ番組

朝日放送制作

TBSテレビ制作
- クイズ100人に聞きました - クイズ番組
- クイズ!あたって25% - クイズ番組
- ベルトクイズQ&Q - クイズ番組
- 痛快なりゆき番組 風雲!たけし城 - バラエティ番組
- しあわせ家族計画 - バラエティ番組
- さんまのからくりTV・さんまのスーパーからくりTV - バラエティ番組
- 学校へ行こう!・学校へ行こう!MAX - バラエティ番組
- サバイバー - バラエティ番組
- ナイナイのお見合い大作戦! - バラエティ番組・特別番組

TBSラジオ制作
- BATTLE TALK RADIO アクセス

毎日放送制作
- アップダウンクイズ - クイズ番組
- ゴールデン亭主コンテスト - バラエティ番組

CBCテレビ製作
- BACKSTAGE - ドキュメンタリー番組

テレビ東京制作
- ドバドバ大爆弾
- TVチャンピオン・TVチャンピオン2 - バラエティ番組
- ASAYAN - オーディション番組
- ココリコミリオン家族 - バラエティ番組

フジテレビ制作
- 森田一義アワー 笑っていいとも! - バラエティ番組
- クイズグランプリ - クイズ番組
- カルトQ - クイズ番組
- 力の限りゴーゴゴー!! - バラエティ番組
- サタ☆スマ - バラエティ番組
- デリバリー・スマップ デリ!スマ - バラエティ番組
- 恋愛観察バラエティー あいのり - バラエティ番組
- クイズ$ミリオネア - クイズ番組
- 超逆境クイズバトル!! 99人の壁 - クイズ番組
- ライオンのグータッチ - ドキュメンタリー番組・バラエティ番組
- 乃木坂46のザ・ドリームバイト!〜働き方改革!夢への挑戦!〜 - バラエティ番組・ミニ番組
- 国分太一のお気楽さんぽ ～Happy Go Lucky〜 - 帯番組・紀行番組

関西テレビ制作
- 上海紅鯨団が行く - バラエティ番組
- ねるとん紅鯨団 - バラエティ番組

など